# Comunità montana Valle Varaita
La Comunità montana della Valle Varaita è stata una comunità montana della provincia di Cuneo.

## Storia
La comunità montana riuniva i comuni di Pontechianale, Bellino, Casteldelfino, Sampeyre, Frassino, Melle, Valmala, Brossasco, Isasca, Venasca, Rossana, Piasco, Costigliole Saluzzo e Verzuolo.
Con la deliberazione del Consiglio Regionale 3 novembre 2008, n. 217 − 46169, la Regione Piemonte ha deciso di ridurre a sei il numero degli enti montani sul suo territorio. In base a questo, la comunità montana Valle Varaita venne fusa con la comunità montana Valli Po, Bronda, Infernotto, dando vita alla nuova Comunità montana Valli del Monviso.

## Descrizione
Nei suoi sessanta chilometri di lunghezza, la Valle Varaita è racchiusa dalla Valle Maira a sud, dalla Valle Po a nord e dalla Valle del Guil a ovest, in territorio francese. È sovrastata dall'imponente gruppo del Monviso.
Il territorio della Comunità montana della Valle Varaita si estendeva dai Comuni di Pontechianale e Bellino, i più elevati del comprensorio, oltre che confinanti con la Francia, a quello di Verzuolo, da dove ha inizio la pianura cuneese.
Il territorio si presenta oggi in gran parte boschivo con l'eccezione delle alte quote. Da segnalare il bosco di pini cembri più grande d'Europa, denominato Alevè.

## Caratteristiche

### Antropizzazione
Il territorio della Val Varaita è costituito da elementi antropici caratteristici e sensibilmente differenziati a seconda dell'altitudine e dell'esposizione del versante montano. Numerose sono le borgate costituite dalle caratteristiche case in pietra e legno.

### Economia
L'economia della zona si basa essenzialmente su piccoli allevatori e coltivatori, oltre che sul settore del turismo e dell'edilizia ed artigianato. A questo riguardo sono da segnalare i mobili in legno massiccio decorati nello stile locale della Valle Varaita.